# Віртуальний ретинальний монітор

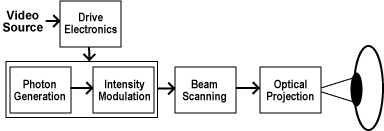

Віртуальний ретинальний монітор (англ. Virtual retinal display, VRD) — технологія пристроїв виводу, що формує зображення безпосередньо на сітківці ока. В результаті користувач бачить зображення, що «висить» у повітрі перед ним.

## Історія
У попередниках VRD зображення формувалося безпосередньо перед оком користувача на маленькому «екрані», зазвичай, у вигляді великих окулярів. Незручність цих систем була пов'язана з малим кутом огляду, великою вагою пристроїв, необхідністю фокусування очей на певній «глибині» і низькою яскравістю.
Технологія VRD стала можливою завдяки кільком розробкам. Зокрема, це поява LED-систем високої яскравості, що дозволили бачити зображення при денному світлі, і поява адаптивної оптики.
Перші зразки VRD були створені в Університеті Вашингтона (Лабораторія технологій інтерфейсу користувача) в 1991 році. Велика частина подібних розробок була пов'язана з системами віртуальної реальності.
Пізніше виник інтерес до VRD як до пристрою виводу для портативних пристроїв. Розглядався такий варіант використання: користувач поміщає пристрій перед собою, система виявляє око і проектує на нього зображення, використовуючи методи компенсації руху. У такому вигляді невеликий VRD-пристрій міг би замінити повнорозмірний монітор.

## Переваги
Крім зазначених вище переваг, VRD, що проектує зображення на одне око, дозволяє бачити одночасно комп'ютерне зображення і реальний об'єкт, що може застосовуватися для створення ілюзії «рентгенівського зору» — відображення внутрішніх частин пристроїв і органів (при ремонті автомобіля, хірургії тощо).
VRD, що проектує зображення на обидва ока, дозволяє створювати реалістичні тривимірні сцени. VRD підтримує динамічну перефокусировку, що забезпечує більш високий рівень реалізму, ніж у класичних шоломів віртуальної реальності.
Система, що застосована в мобільному телефоні або нетбуці, може істотно збільшити час роботи пристрою від батареї завдяки «цільової доставці» зображення безпосередньо на сітківку ока.

## Безпека
Вважається, що VRD з використанням лазеру і LED-елементів безпечні для людського ока, оскільки вони мають низьку інтенсивність, промінь досить широкий і не спрямований на одну точку довгий час. VRD-системи проходять сертифікацію в American National Standards Institute і International Electrotechnical Commission.

## Використання

### Військове використання
Як і багато інших технологій, VRD спочатку був створений для військового використання.
Наразі VRD використовується у «Страйкері» армії США. Командир Страйкера отримує зображення від бортового комп'ютера за допомогою ретинального монітора, закріпленого на шоломі. Це використовується для більш ефективного стеження за станом на полі бою і отримання тактичної інформації. Подібний пристрій також використовується пілотами нових моделей американських гелікоптерів.

### Медичне використання
Система може використовуватися при хірургії. Хірург проводить операцію, одночасно відстежуючи показники (пульс тощо) здоров'я пацієнта. Також VRD може допомогти в хірургічній навігації (surgical navigation) — лікар під час операції зможе бачити накладене томографічне зображення органу.